# Katastrofa lotu Pakistan International Airlines 705
Katastrofa lotu Pakistan International Airlines 705 wydarzyła się 20 maja 1965 roku w Egipcie. W wyniku katastrofy Boeing 720–040B, należącego do linii Pakistan International Airlines, śmierć poniosło 119 osób, a rannych zostało 6 osób.

## Katastrofa
Boeing 720 (nr rej. AP-AMH) odbywał lot na linii Karaczi - Az-Zahran - Kair. Przeważającą większość pasażerów stanowili obywatele Pakistanu. Feralnego dnia kapitanem maszyny był Ali Akhtar Khan. Samolot wystartował z miasta Az-Zahran do Kairu o godzinie 21:22. Lot odbywał się bez większych problemów. O godzinie 23:40 piloci samolotu otrzymali zgodę na lądowanie na pasie nr 34. Samolot schodził do lądowania, przy zaprogramowanym kursie. O godzinie 23:48 koła samolotu dotknęły piaszczystego podłoża, kilkadziesiąt metrów przed pasem startowym. Piloci utracili wówczas kontrolę nad Boeingiem, następnie samolot przechylił się o 20 stopni w lewo i rozbił się. Spośród 125 osób znajdujących się na pokładzie Boeinga, katastrofę przeżyło tylko 6 osób.

## Przyczyna
Przyczyny katastrofy lotu 705 nigdy nie udało jednoznacznie wyjaśnić. Śledczy badający przyczynę stwierdzili, że piloci Boeinga nie utrzymali odpowiedniej wysokości podczas schodzenia do lądowania, aż do momentu zderzenia maszyny z ziemią. Nie ustalono jednak, dlaczego piloci nie zorientowali się, że samolot schodzi zbyt szybko i dotknie ziemi tuż przed pasem startowym, pomimo dobrej widoczności.